# ESWE Verkehr Fahrbetrieb

Logo der Wiesbadener Busgesellschaft

Die ESWE Verkehr Fahrbetrieb GmbH (ehemals Wiesbadener Busgesellschaft mbH (WiBus)) war ein Verkehrsunternehmen, das im Auftrag der ESWE Verkehrsgesellschaft Verkehrsleistungen in deren Busliniennetz erbrachte. Die ESWE Verkehr Fahrbetrieb GmbH verfügte selbst über keine Linienkonzessionen.

## Geschichte
Um sich im Wettbewerb gegen andere Omnibusbetriebe einen Vorteil durch eine nicht an den Tarifvertrag für den öffentlichen Dienst (TVöD) gebundene Gesellschaft zu verschaffen, gründeten im Juli 2004 die Wiesbadener Versorgungs- und Verkehrs Holding GmbH und die Hamburger Hochbahn AG eine gemeinsame Tochtergesellschaft, die Wiesbadener Busgesellschaft WiBus. Die Hochbahn war über ihre Beteiligungsgesellschaft BeNEX zu 49 % an WiBus beteiligt, die Wiesbadener Versorgungs- und Verkehrsholding zu 51 %. Im Oktober 2007 teilten die Teilhaber mit, dass die Wiesbadener Versorgungs- und Verkehrsholding GmbH (später umbenannt in WVV Wiesbaden Holding GmbH) den Anteil der BeNEX übernehmen und somit alleiniger Eigentümer werde. Basis für die strategische Partnerschaft war der Umstand, dass ESWE Verkehr die Chance auslaufender Verträge mit den Firmen Autobus Sippel und Bernhard Mester GmbH, die bis dato für ESWE Verkehr einen Teil der Fahrleistungen im Auftrag erbracht hatten, nicht mehr verlängern wollte.
Anfangs gab es Probleme mit den von der Hamburger Hochbahn aus Hamburg bereitgestellten Bussen, da diese zu schwach motorisiert waren. Diese Fahrzeuge wurden ausgemustert oder gingen wieder zurück zur Hochbahn, lediglich vier Busse blieben in Wiesbaden. Für Wiesbaden wurden anschließend Neufahrzeuge angeschafft. Große Kritik gab es auch an den Ortskenntnissen des Fahrpersonals der WiBus, wo anfangs teilweise massive Mängel in der Linienkunde bestanden und auch Defizite bei den Deutschkenntnissen seitens der Kundschaft konstatiert wurden. Die massive Kritik führte innerhalb der WiBus zum Austausch des Geschäftsführers.
Seit 2005 stellt anstelle ESWE Verkehr WiBus selbst das Fahrpersonal ein und bildet es in der Fahrschule von ESWE Verkehr aus. ESWE-Fahrer fahren nun auch Busse von WiBus und umgekehrt. Anfangs waren auf den Türen der WiBus-Fahrzeuge Aufkleber von WiBus angebracht, damit Fahrgäste diesen als WiBus erkennen konnten, doch seit 2006 trugen alle WiBus-Fahrzeuge frontseitig Aufkleber von ESWE Verkehr. Lediglich auf der linken Seite der Busse unter dem Fahrerfenster befand sich die Kennzeichnung der Wiesbadener Busgesellschaft.
Die WiBus wendet den Tarifvertrag des Landesverbandes Hessischer Omnibusunternehmer (LHO) an, bei dem sie Mitglied ist.
Ein Wechsel zum Kommunalen Arbeitgeberverband Hessen (KAV) mit der Einführung des TV-N Hessen für die Beschäftigten der ESWE Verkehr Fahrbetrieb GmbH (ex WiBus GmbH) war für den 1. Januar 2015 vorgesehen.
Mit dem 25. Juni 2014 wurde die Gesellschaft in ESWE Verkehr Fahrbetrieb GmbH umbenannt und alle Anteile von der WVV auf ESWE Verkehr überschrieben. Die notarielle Umsetzung und Eintrag ins Handelsregister fand am 12. August 2014 statt. Seit diesem Tag ist der Name WiBus – Wiesbadener Busgesellschaft mbH Geschichte.
Es wird an eine komplette Verschmelzung der beiden Unternehmen ESWE Verkehr und ESWE Verkehr Fahrbetrieb gedacht. Am 28. April 2015 beschloss der Magistrat der Landeshauptstadt Wiesbaden die vollständige Verschmelzung der ESWE Verkehrsgesellschaft mbH mit ihren bisherigen Tochtergesellschaften ESWE Verkehr Fahrbetrieb GmbH (EVFB, ehemals WiBus) und ESWE Verkehr Service GmbH (EVS).

## Linienverkehr
Das Liniennetz der ESWE Verkehr Fahrbetrieb GmbH belief sich auf alle Wiesbadener Stadtbuslinien und Nachtbuslinien einschließlich der Gemeinschaftslinien von ESWE Verkehr mit der MVG. Somit kamen Fahrzeuge und Personal der ESWE Verkehr Fahrbetrieb GmbH neben dem gesamten Wiesbadener Stadtgebiet auch nach Mainz, Hochheim am Main, Hofheim-Wildsachsen am Taunus, Eppstein-Bremthal und Niedernhausen zum Einsatz.